# N-Acétylgalactosamine
La N-acétylgalactosamine (C8H15NO6) (ou GalNAc, 2-acétamido-2-désoxy-D-galactopyranose, N-acétyl-D-galactosamine), est un dérivé d'ose, il est plus précisément dérivé du galactose.

## Fonction
Chez l'homme, il est le glucide terminal de l'antigène du groupe sanguin A.
Il est souvent le premier ose lié à la sérine ou la thréonine d'une protéine lors de la O-glycosylation notamment dans l'appareil de Golgi.
Il est nécessaire pour la reconnaissance des cellules entre elles, et est présent en quantité importante dans les nerfs sensoriels des animaux.